# Moskovia Airlines
Moscovia Airlines (En ruso: Авиакомпания «Московия») era una aerolínea basada en el Aeropuerto Internacional Domodedovo, en Moscú, Rusia. Operaba únicamente vuelos chárter nacionales e internacionales, ofreciendo servicios de pasajeros y carga. Su aeropuerto secundario era el Aeropuerto Zhukovsky.

## Historia
La aerolínea fue fundada en 1995 y empezó operaciones ese mismo año, bajo el nombre de Gromov Air. Fue fundada como una rama comercial del "Gromov Flight Research Institute", un centro de investigación aeronáutica ubicado en Moscú, Rusia. En 2006 fue rebautizada como Moskovia Airlines. En 1009, la aerolínea recibió su primer 737-800, un avión que anteriormente fue propiedad de SAS.

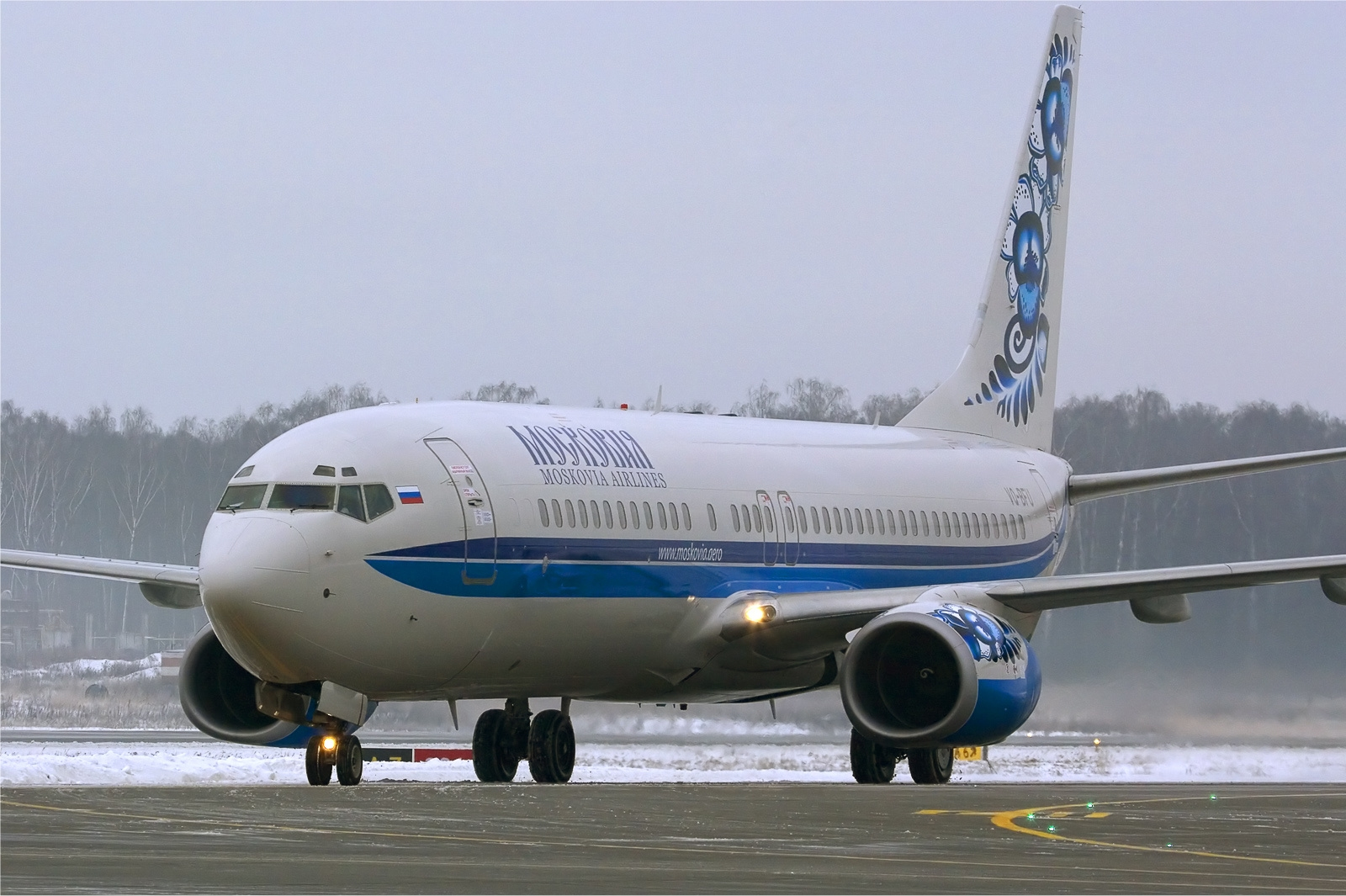
El primer Boeing 737 de la aerolínea

La aerolínea era propiedad del Gromov Flight Research Institute (49%) y de Rosoboronexport (51%).
La aerolínea cesó sus operaciones en 2014.

## Flota

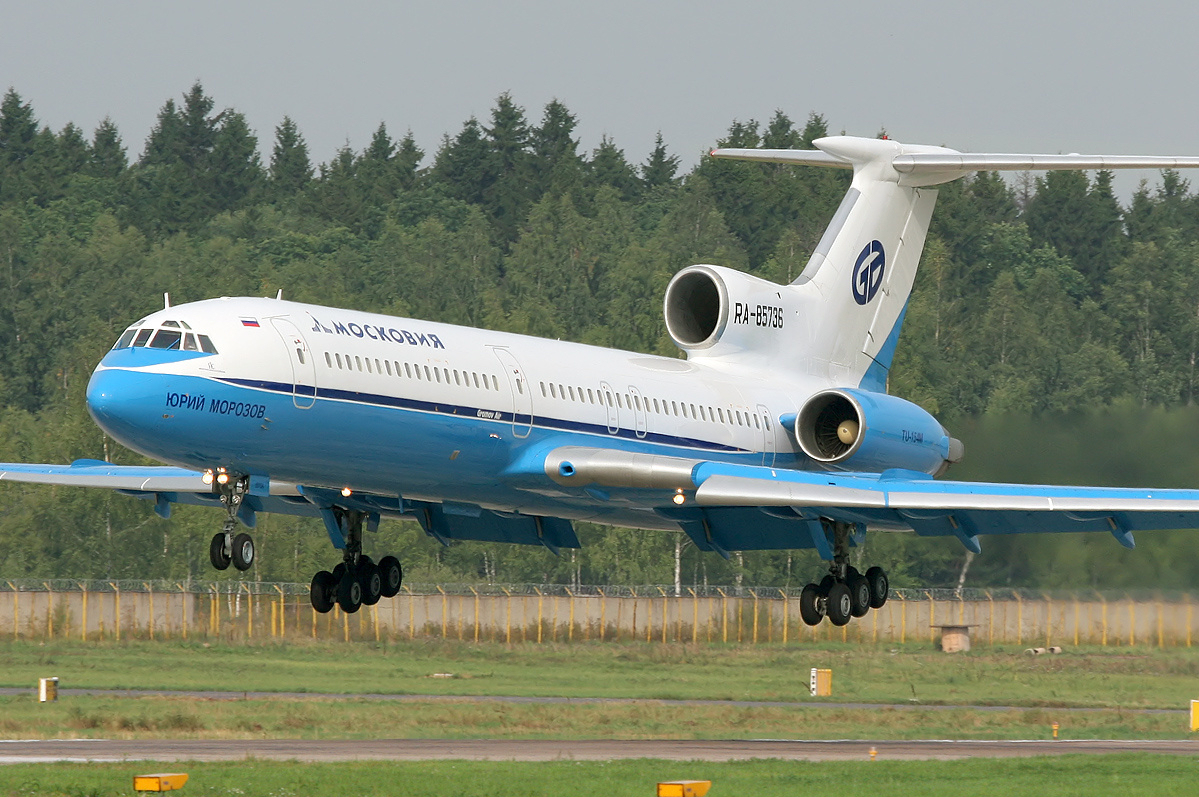
El Tu-154M de Moskovia Airlines

- 3 Antonov An-12BK

- 2 Boeing 737-700

- 2 Boeing 737-800

- 4 Tupolev Tu-134A3

- 1 Tupolev Tu-154M

## Accidentes
- El 26 de mayo de 2008, un Antonov An-12 de Moskovia Airlines se estrelló cerca de Cheliábinsk, Rusia. Matando a las 9 personas a bordo.